# 格林縣 (密蘇里州)
格林縣（英語：Greene County）是美国密蘇里州西南部的一個縣。面積1,755平方公里。根據美國2000年人口普查，共有人口240,391。縣治斯普林菲爾德（Springfield）。該縣成立於1833年1月2日，縣名紀念美國獨立戰爭將領納撒尼爾·格林（Nathanael Greene）。